# Bode (beroep)
Een bode is iemand die op een kantoor of bedrijf de taak heeft om post en andere administratieve documenten rond te brengen. Vaak horen hier ook koeriersdiensten en het overbrengen van boodschappen bij. Deze laatste twee zaken zijn historisch gezien de voornaamste taken van een bode, die daarbij grote overeenkomsten vertoont met een gezant, ofschoon deze laatste ook omvangrijkere (politieke) bevoegdheden kan hebben.

## Specialisatie
Veel beroepen dragen de term 'bode' in hun naam. Enkele voorbeelden zijn:
- Postbode, een postkoerier
- Dienstbode, de mannelijke vorm van de dienstmeid
- Gerechtsbode
- Gemeentebode, verricht hand-en-spandiensten voor het college, raad en publiek. Verzorgt en coördineert de gang van zaken bij huwelijksvoltrekkingen in het stadhuis. Rechterhand van de burgemeester.
- Kamerbode, verricht hand-en-spandiensten voor de Eerste en Tweede Kamer.
- Boderijder, verouderde benaming voor expediteur